# Sisqó
Sisqó (prawdziwe nazwisko Mark Althavan Andrews; ur. 9 grudnia 1978 w Baltimore, Maryland) – amerykański raper, piosenkarz i aktor.

## Solowa dyskografia

### Albumy
- 1999: Unleash the Dragon [pięciokrotna platyna]
  - U.S. Sales: 5 000 000
  - W.W. Sales: 10 000 000
- 2001: Return of Dragon [platyna]
  - U.S. Sales: 1 000 000
  - W.W. Sales: 3 000 000
- 5 czerwca 2008: The Last Dragon

### DVD
- 2000: Sisqó: The Thong Song Uncensored
- 2001: Sisqó: 24 Hours with Sisqó
- 2005: Dru Hill Hits: The Videos (video do „Thong Song” i „Incomplete”)

### Single
- 1998: „It’s All About Me” (Mýa z Sisqó z zespołu Dru Hill)
- 1999: „Got to Get It” (z Make It Hot)
- 2000: „Thong Song” (remix „Thong Song Uncensored” razem z Foxy Brown jest na ścieżce dźwiękowej do filmu Nutty Professor 2: The Klumps)
- 2000: „Unleash the Dragon” (z Beanie Sigel)
- 2000: „What These Bitches Want” („What They Want”) (DMX z Sisqó)
- 2000: „Incomplete”
- 2000: „How Many Licks” (Lil’ Kim z Sisqó)
- 2001: „Can I Live” (z the Dragon Family)
- 2001: „Dance For Me”
- 2007: „Who’s Ur Daddy"

### Mixy
- 2001: „This is the Heart”
- 2003: „In Da Club”
- 2004: „One Love”
- 2004: „Really Real”
- 2004: „So Seductive”
- 2005: „One Finger”
- 2008: „Champaigne and Henessy"

## Filmografia

### Kino
- 2001: Sztuka rozstania (Get Over It!)
- 2002: Śnieżne psy (Snow Dogs)
- 2003: Wizyta u April (Pieces of April)
- 2006: Surf School

### Telewizja
- 2000: Sisqó's Shakedown (MTV)
- 2001: Sabrina, nastoletnia czarownica (odcinek „Really Big Season Opener”, 5 października 2001)
- 2008: Gone Country (CMT)